# イヴァンカ・トランプ
イヴァンカ・マリー・トランプ（Ivanka Marie Trump、名は日本語ではイバンカとも、1981年10月30日 - ）は、アメリカ合衆国の女性実業家、ソーシャライト、ファッションモデル、元大統領補佐官。
不動産王で第45、47代アメリカ合衆国大統領ドナルド・トランプと実業家イヴァナ・トランプの娘であり、トランプ・オーガナイゼーションの副社長を務めた。

## 来歴
ニューヨークの名門女子校の一つであるチャピン・スクールに通った後、15歳でコネチカット州のチョート・ローズマリー・ホール校に転入。同校卒業後、ジョージタウン大学に2年間在学した後、2004年にアイビーリーグの一つ私立ペンシルベニア大学のウォートン・スクール（学士課程）に転入し優等 (cum laude) で卒業。経済学の学士号 (bachelor of science in economics) を取得する。

### テレビでの活動
幼少期から芸能界に興味を持ち、ミュージカル『レ・ミゼラブル』のオーディションを受けて落ちたことがある。1997年に父がオーナーの一人である『ミス・ティーンUSA』の司会を務め、テレビ界にデビューした。2006年に父が出演するリアリティ番組『アプレンティス』第五シーズンで、審査員キャロライン・ケプチャーの代役として5話のエピソードに出演。第六・七シーズンにはケプチャーに代わりレギュラー審査員となった。同年『ザ・トゥナイト・ショー・ウィズ・ジェイ・レノ』にゲスト出演し、レノに口ぶりなどに父の影響が見られるとコメントされた。2010年10月26日、『ゴシップガール』第四シーズン第六話に夫と共にカメオ出演した。

### モデルとしての活動
1996年、モデルとしてデビュー。両親の知名度もあり、すぐに注目を浴びた。彼女が初めて表紙を飾った雑誌は「Seventeen」で、1997年のことだった。それ以来ヴェルサーチ、ティエリー・ミュグレーなどの有名ブランドのファッションショーに起用されるようになる。トミーヒルフィガーの広告に起用された際はイギリスの男性誌「Stuff」2006年8月、2007年9月号の表紙を飾りフィーチャーされた。これまで「フォーブス」「ゴルフマガジン」「ELLE メキシコ」「ハーパース・バザー」などの表紙も飾っている。

### 実業家としての活動
大学卒業後にいくつかの不動産企業で勤務した後、父ドナルドがCEOを務めるトランプ・オーガナイゼーションに入社し、不動産開発・買収部門のヴァイスプレジデントを務める。父譲りといわれるビジネス手腕を発揮し、2008年、パートナー企業であるダイナミック・ダイヤモンド・コーポレーションとオンライン・ジュエリー・ブティック『ivankatrumpcollection.com』を立ち上げた。海外事業も多数手がけ、特に時給1ドルの過重労働を行っていた中華人民共和国の工場に依存していたとする疑惑は物議を醸し、批判された際は中国の国営紙環球時報が擁護の論陣を張り、現地で労働実態調査していた活動家も中国当局に拘束されている。中国政府関係者が関わってるとしてイバンカの関わった事業がFBIで捜査されているとも報じられ、米中貿易戦争でイバンカの提携先の中国企業が対中関税を免除されたことや父ドナルドによるZTEの販売禁止解除に伴ってイバンカが中国で申請していた商標登録が承認された際は市民団体や議会から利益相反であるとして追及を受けた。2017年1月、トランプ政権の間、トランプ・オーガナイゼーション及び自身のブランドの経営から退くことが発表された。

### 政治・要人としての活動
アメリカ大統領選挙に関して、2007年には親友のチェルシー・クリントンの母親ヒラリー・クリントン（ビル・クリントン元大統領夫人）へ1000ドルを寄付（同時に兄ドナルドは4000ドル、元継母のマーラ・メープルズは1000ドルを寄付）、
2012年にはミット・ロムニーへの支持を表明。翌2013年のニュージャージー州上院補欠選挙では民主党のコーリー・ブッカーを支援し、夫とともに4万ドルの寄付を集めた。
2016年アメリカ合衆国大統領選挙で立候補した父ドナルドの政治活動でも出馬会見や集会で前座を務め、選対本部長や閣僚の人選に介入し、トランプがシリアをミサイル攻撃した際も決定を後押ししたとされ、世界各国の指導者との会談に同席し、政府の役職に就かずして機密情報へのアクセス権とホワイトハウスに執務室を得るなど父ドナルドの顧問となった夫ジャレッド・クシュナーとともにその絶大な影響力から「政治を私物化している」という批判もあり、「才色兼備」としても注目を集めていることから父ドナルドの「秘密兵器」とも呼ばれている。
2017年3月29日には無給の大統領補佐官に任命されて夫婦でホワイトハウス入りした。同年5月、大統領の初外遊である中東歴訪にレックス・ティラーソン国務長官、夫のクシュナー大統領上級顧問とともに同行した。 同年、6月にドイツで開催されたG20では大統領に同行。期間中に開催された「アフリカや移民に関する会議」では、席を外した大統領の代わりに一時的に着座、イバンカが中国の習近平国家主席とイギリスのメイ首相の間に座り、会議に参加している様子が報道された。
同年9月、当初計画されたイヴァンカと夫のクシュナーの中国訪問が中止され、首都ワシントンD.C.で行われた国慶節の記念式典に夫婦揃って出席して中国の劉延東国務院副総理と会見した。イヴァンカらの訪中取りやめは、中国との非公式な関係が政権の逆風となることを懸念したハーバート・マクマスター国家安全保障問題担当大統領補佐官とジョン・フランシス・ケリー大統領首席補佐官が同年11月に予定するトランプ大統領の公式中国訪問を優先したことによるとされている。
2018年2月23日、2018年平昌オリンピックの閉会式に出席するために韓国を訪問し、韓国の文在寅大統領との会談で朝鮮半島の非核化を目指して北朝鮮に最大限の圧力をかけることを再確認した。また、翌24日付の東亜日報のインタビューで北朝鮮を抑圧的な政権の1つと非難して「北朝鮮から来る誰とも会う計画はない」と表明し、ホワイトハウスも同日に「北朝鮮側と交流したり接触したりする計画はない」と述べた。25日の平昌五輪の閉会式ではイバンカは文在寅大統領の妻の金正淑夫人と中国の劉延東国務院副総理の間に座って出席した。26日に帰国し、北朝鮮関係者との接触はなかった。
2018年5月14日、エルサレムでの在イスラエル米大使館開設式に夫のクシュナーとスティーヴン・マヌーチン財務長官らとともに出席した。
2018年11月、公務に連邦記録規則に違反する私用メールを使っていたことが明らかになる。他の大統領補佐官やホワイトハウスのスタッフに対する公務に関するメール数百通を私用のメールアドレスを通じて送信していた。
2021年のトランプ政権終焉後は政治と距離をおいているとされる。2023年11月8日には、トランプ一族が運営する企業が不正な利益を得ていたとしてニューヨーク州司法長官が州地方裁判所に起こした訴訟に証人として出廷し、疑惑を否定する父ドナルドの財務文書には関与していないとして距離をおいた。

### 日本との関わり
2016年11月、米ニューヨークにある米大統領ドナルド・トランプの自宅にて、同氏と安倍晋三首相の非公式会談の席で、夫ジャレッド・クシュナーと共に安倍首相と初対面した。
2017年7月、発展途上国の女性運営を支援する『女性起業家資金イニシアティブ』を、世界銀行内に基金設立する発起人の一人として名を連ね、G20ハンブルク・サミットにおいて日本も含む13カ国が融資に協力を表明した。しかし日本国内では「共同通信」「毎日新聞」「朝日新聞デジタル」「産経ニュース」などが『イヴァンカ氏基金』という私設と混同するような題目で報道をしたため、一部で物議を醸した。
同年11月、国際女性会議出席のため初来日。安倍首相も同席して講演に臨み、女性の起業や自立を広く訴えた。来日に伴い、本人が2014年に立ち上げたファションブランド『イヴァンカトランプ』の商品が、日本国内で大きく売り上げを伸ばした。しかし2018年にブランドそのものが、政治的な理由もあって事業終了している。
2019年6月、日本で開かれたG20大阪サミットにて、米大統領トランプの補佐官として夫クシュナー上級顧問と共に再来日。会合にも出席し、女性の社会進出促進をテーマにした演説を行った。

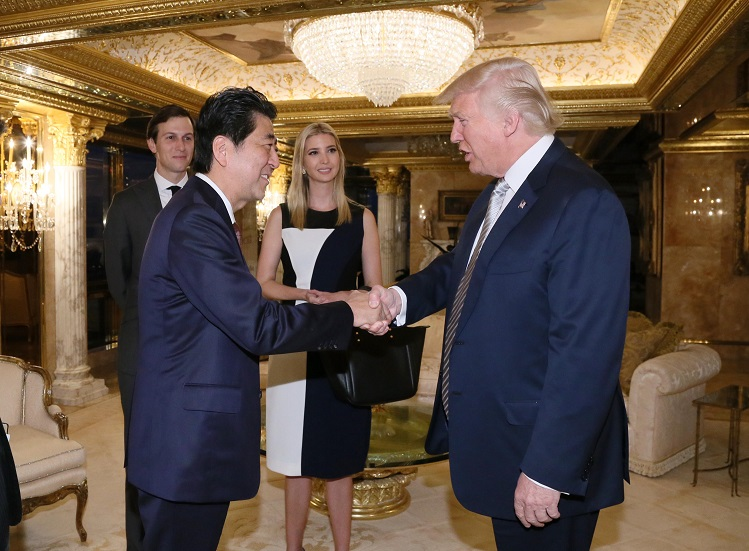
日米非公式会談にて（2016年11月）
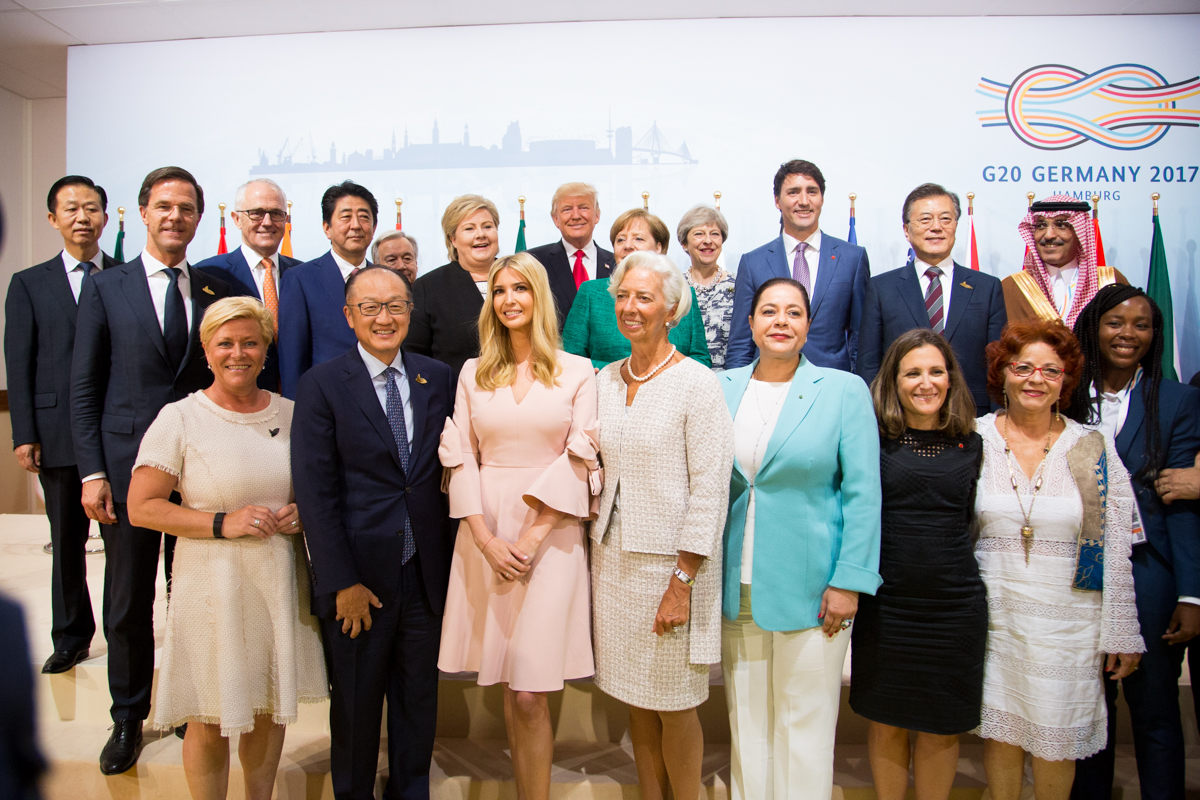
G20ハンブルク・サミットにて「女性起業家資金イニシアティブ」基金設立に携わる（2017年7月）
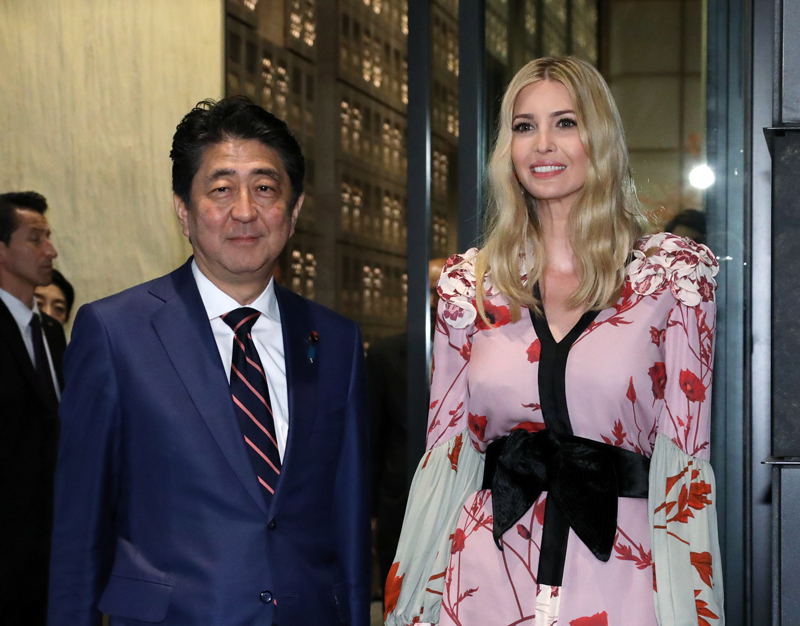
米大統領補佐官として初来日（2017年11月、安倍首相と）
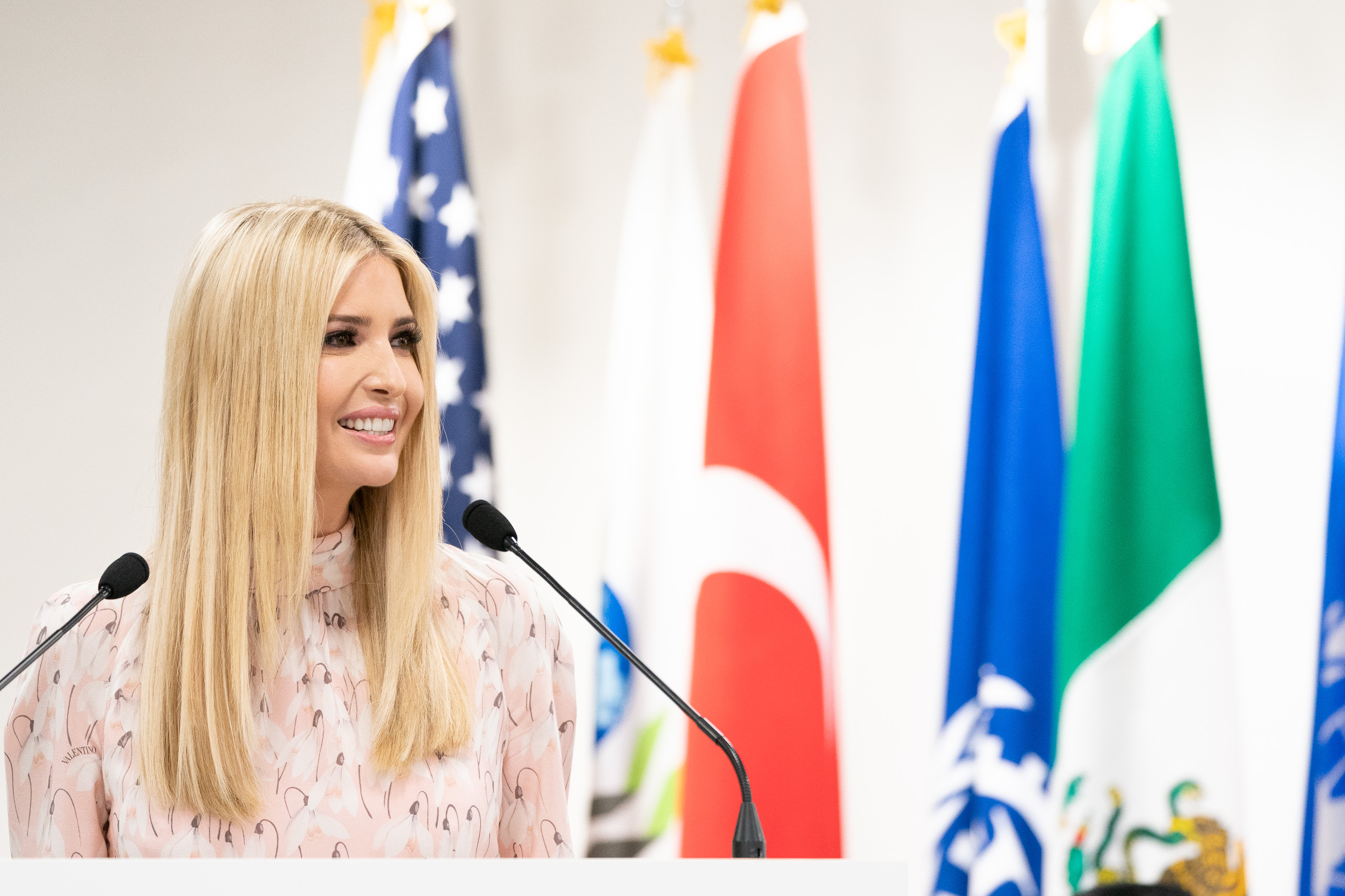
G20大阪サミットにて（2019年6月）

## 私生活

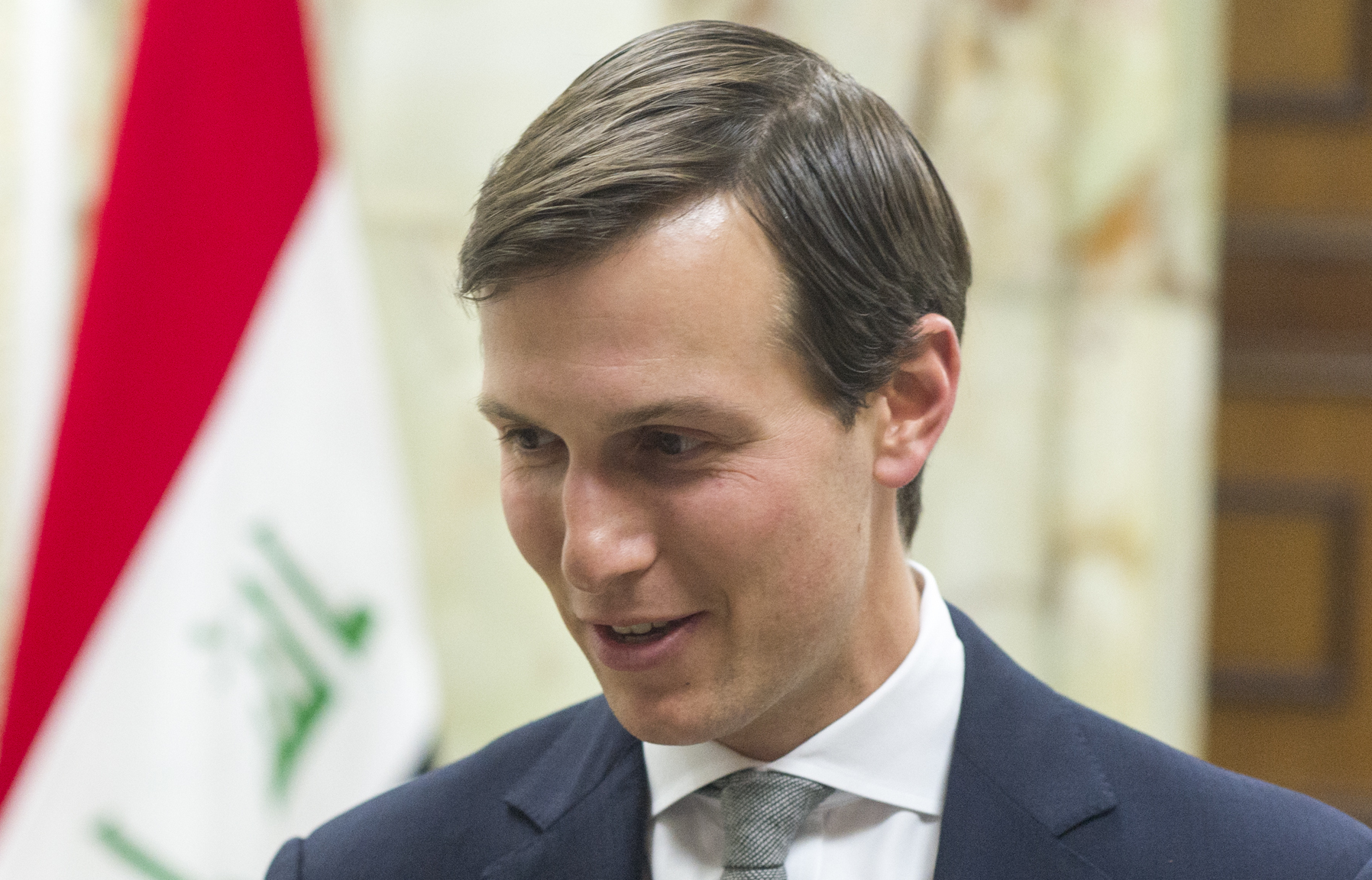
夫ジャレッド・クシュナー (2017年4月)

同母兄弟ドナルド・ジョン・ジュニア（1977年 - ）とエリック・フレデリック（1984年 - ）、異母妹ティファニー（マーラ・メープルズの娘、1993年 - ）、異母弟バロン・ウィリアム（メラニア・トランプの息子、2006年 - ）がいる。
2009年10月25日に、不動産開発会社クシュナー・カンパニーズの跡取りで『ニューヨーク・オブザーバー』のオーナーのジャレッド・クシュナーと結婚。2011年7月17日に第一子となる女児アラベラ・ローズを出産。2013年10月14日に男児ジョセフ・フレドリックを出産。2016年3月27日に男児セオドア・ジェームスを出産した。
娘のアラベラには中国語を学ばせており、春節にアラベラとともに中国大使館を訪問し、訪米した習主席と彭麗媛夫人の前でもアラベラに中国語で唐詩と民謡の茉莉花を披露させている。父のドナルドも訪中した際に孫娘のアラベラが漢詩を暗唱している動画を習主席と彭夫人に披露している。
長老派のキリスト教徒として育ったが、現代正統派のユダヤ教徒の夫との結婚に先立つ2009年7月、異宗婚を避けるために現代正統派ユダヤ教に改宗し、ヤエルというユダヤ名を選んだ。シナゴーグを訪れた際はユダヤ教への篤い信仰と熱烈なイスラエルへの支持も発言している。

## ギャラリー

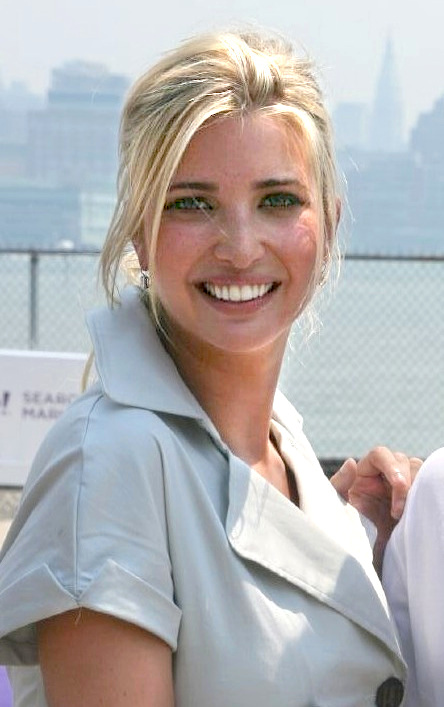
2007年7月
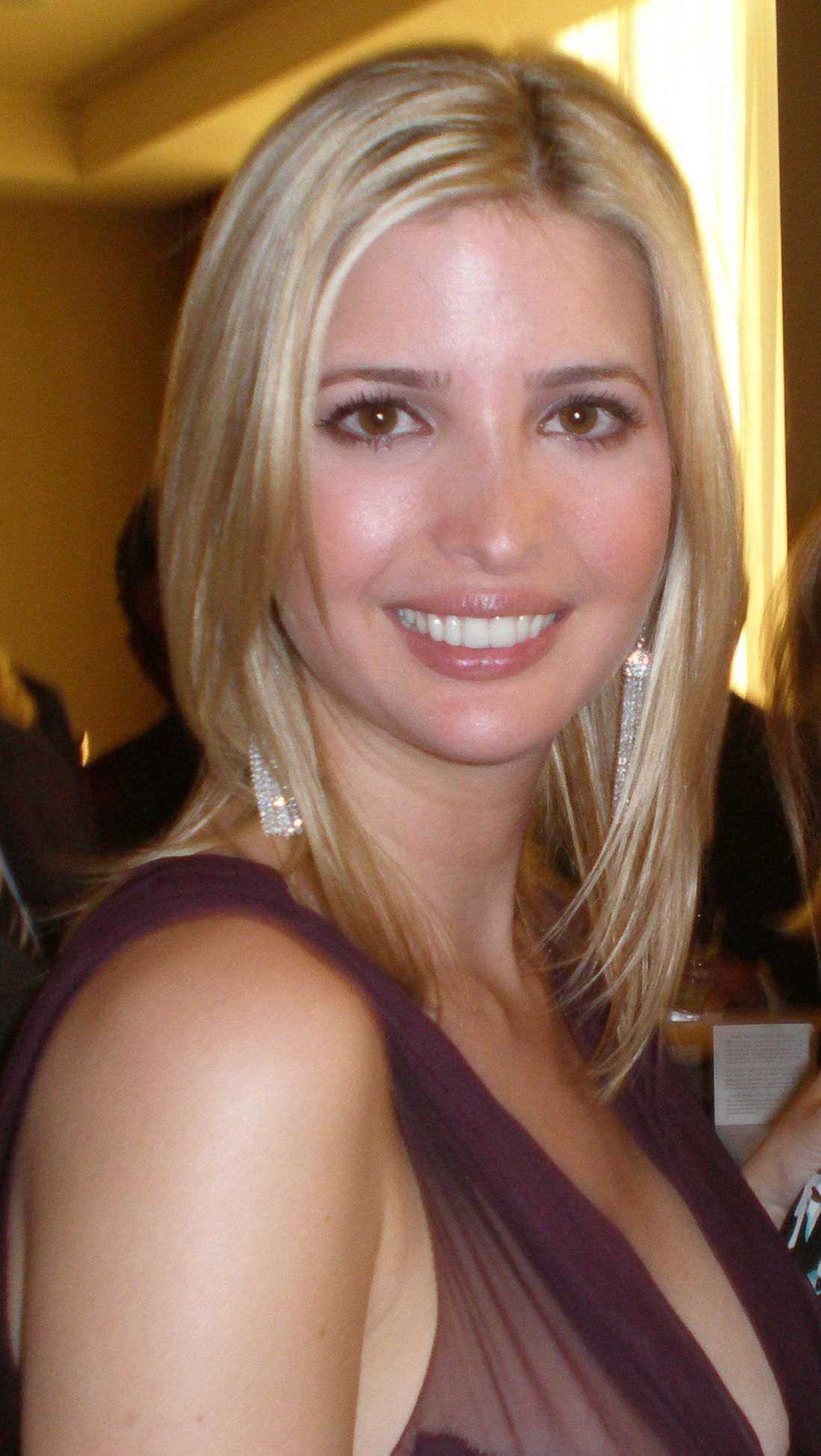
2008年6月
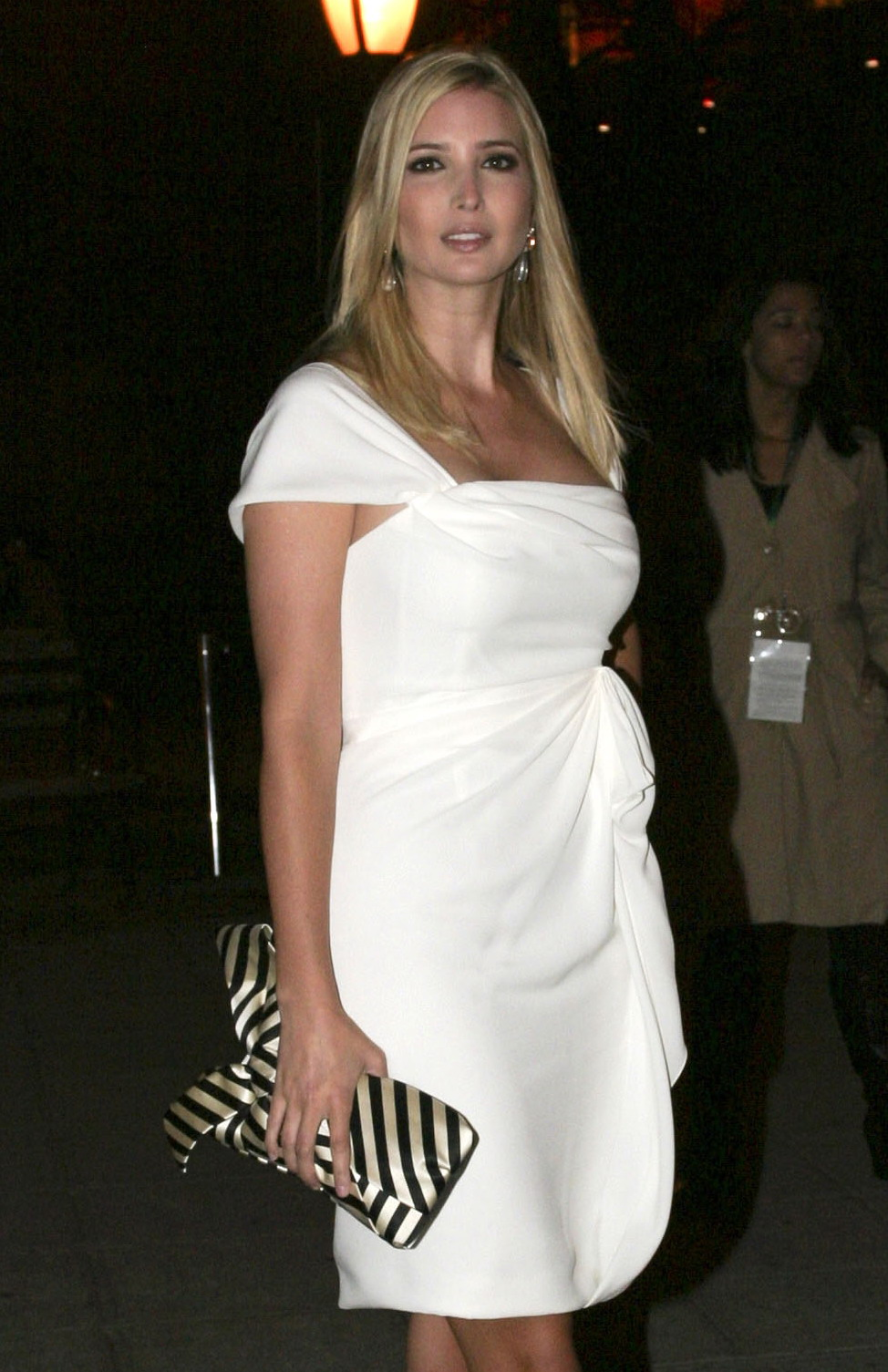
2009年7月 ヴァニティ・フェアパーティーにて
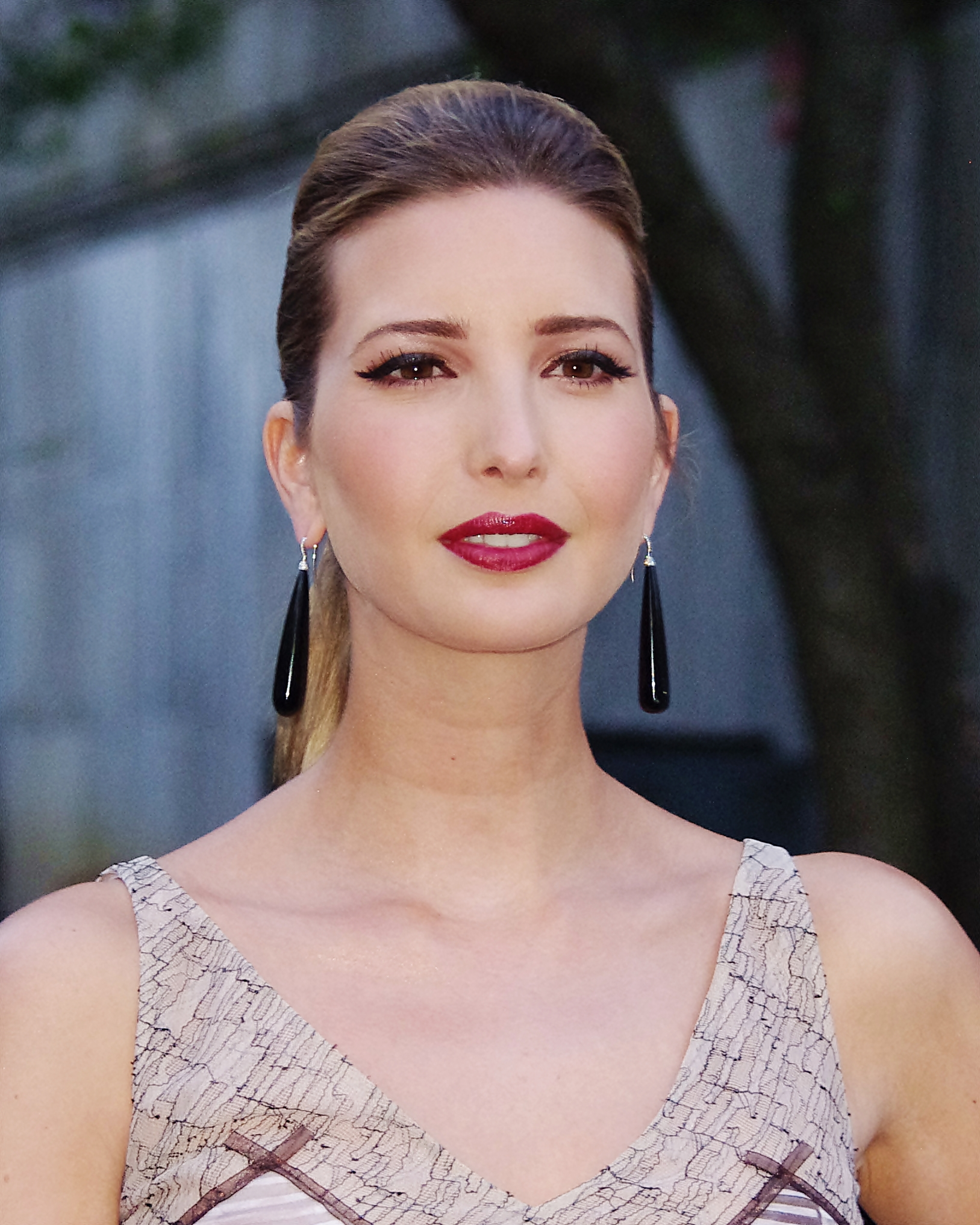
2012年4月 トライベッカ映画祭にて
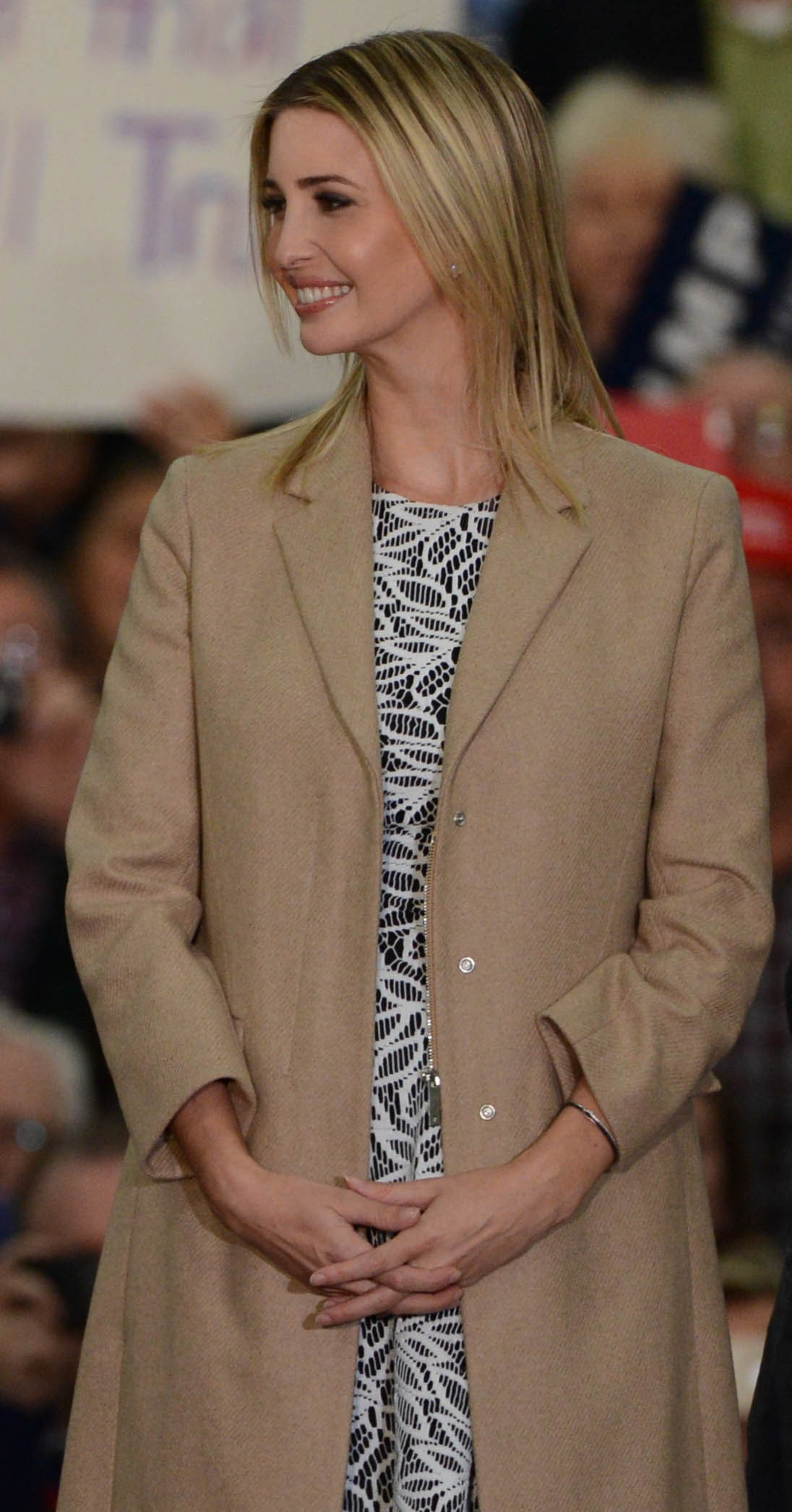
2015年11月
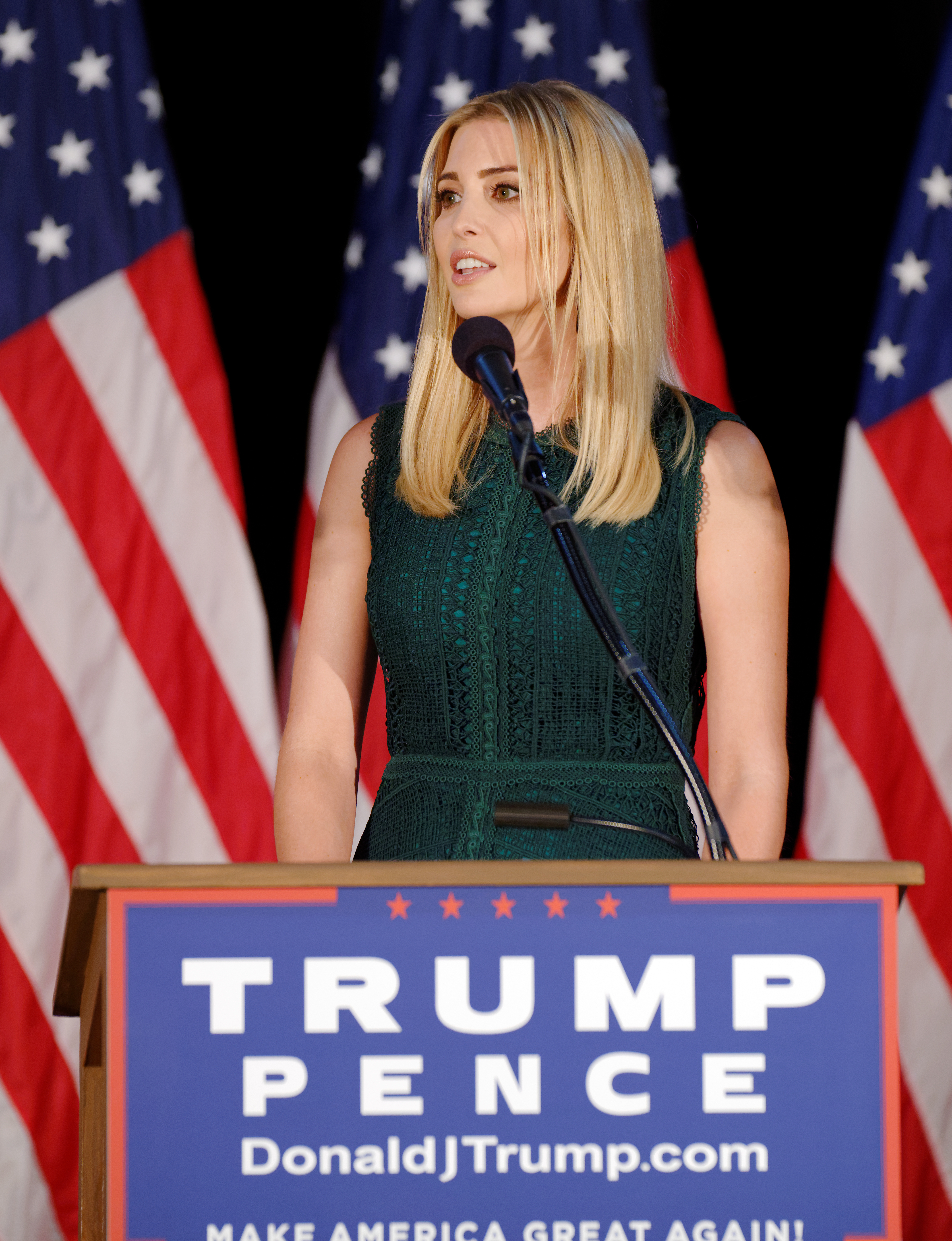
2016年9月 米大統領選挙戦
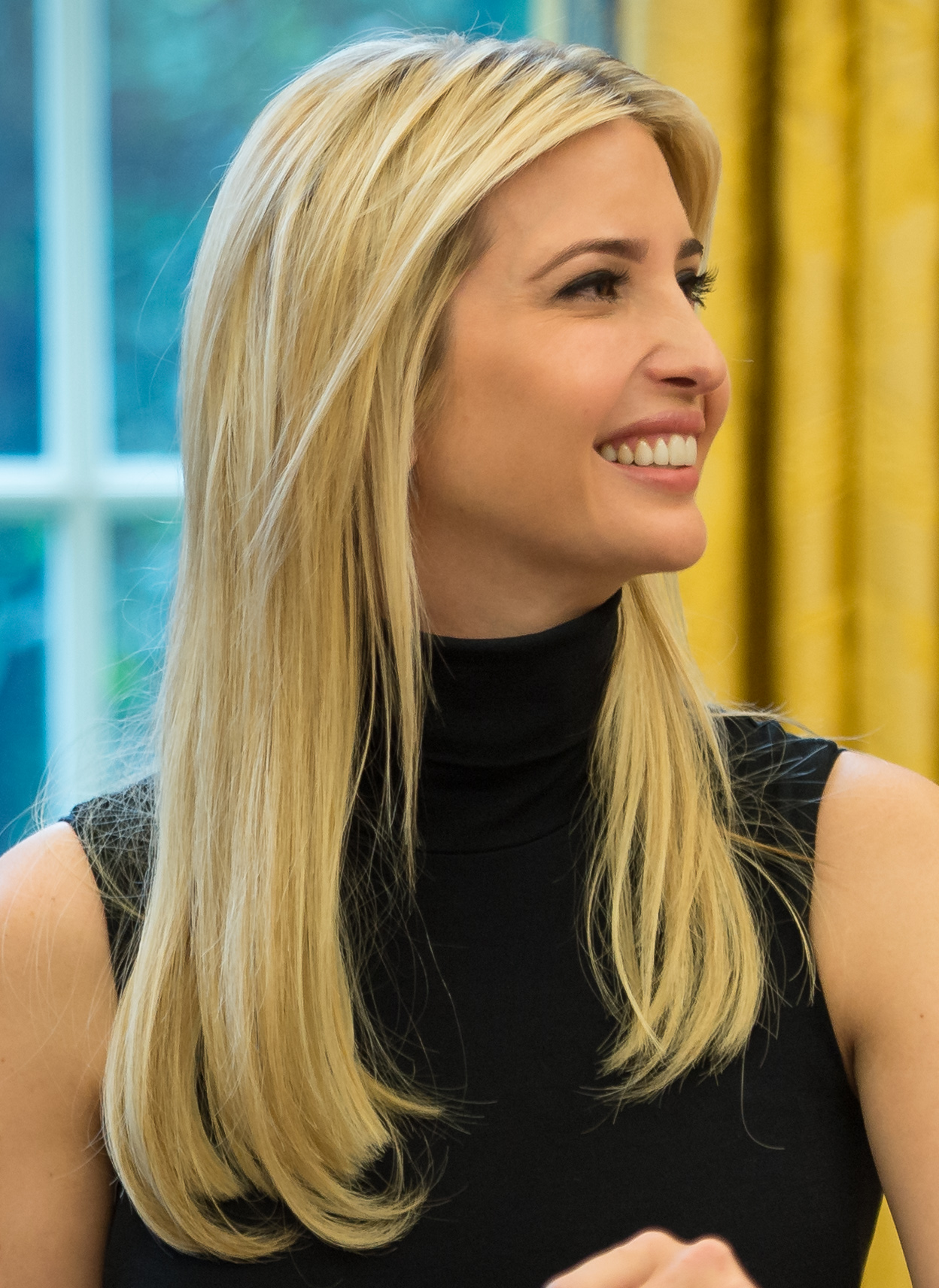
2017年4月 ホワイトハウスにて
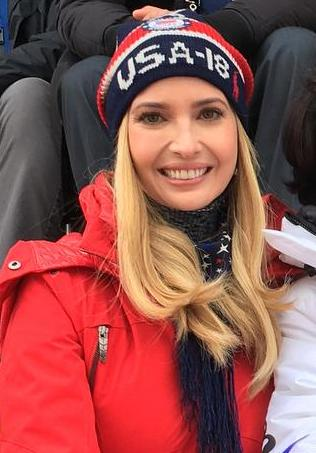
2018年2月 冬季オリンピックにて
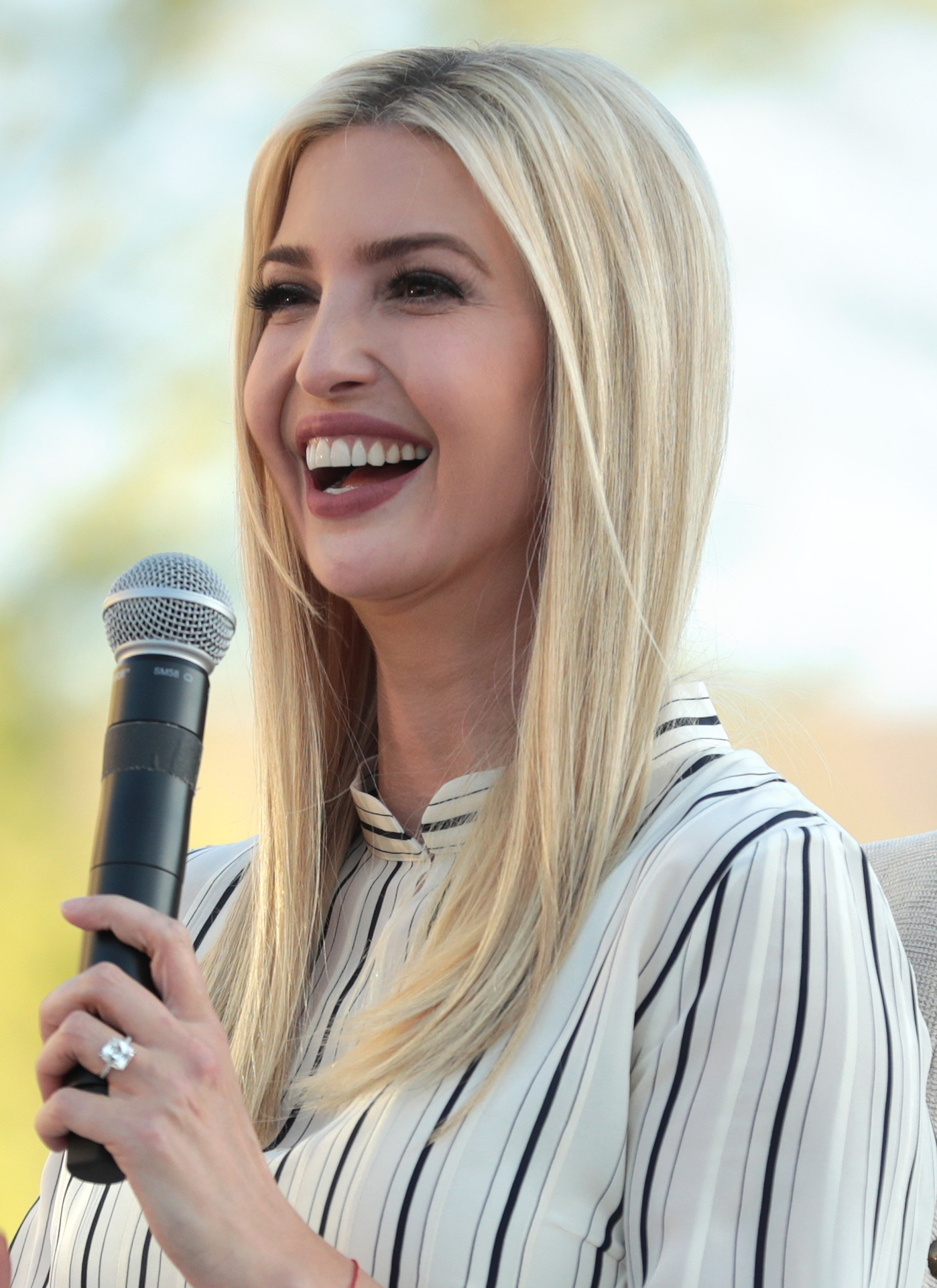
2020年10月 アリゾナ州のイベントにて